# Scheggia e Pascelupo
Scheggia e Pascelupo è un comune italiano sparso di 1 248 abitanti della provincia di Perugia, la cui casa comunale si trova nel centro di Scheggia. Il comune costituisce, insieme ai comuni di Costacciaro, Sigillo e Fossato di Vico, il territorio del parco del Monte Cucco. Il paese fa parte del comprensorio Eugubino - Gualdese ed è l'ultimo comune umbro sulla via Flaminia in direzione di Fano.
Il comune comprende numerose frazioni e nuclei abitativi sparsi dal carattere rurale, in alcuni casi disabitati. Il territorio è stato interessato dagli eventi sismici del 1997 che colpirono l'Umbria e le Marche. La comunità condivide, insieme alle città di Fano, Cervia, Sellano e Grottammare, il culto di san Paterniano vescovo.

## Geografia fisica

### Ambiente
Il comune di Scheggia e Pascelupo è un territorio montuoso di circa 64 km², che occupa la porzione nord-orientale dell'Umbria, al confine con le Marche, ed è l'unico comune umbro situato interamente nel versante adriatico della catena appenninica. Immerso nel cuore dell'Appennino umbro-marchigiano, occupa una vasta zona del parco del Monte Cucco. Boschi, pareti rocciose, forre, sorgenti di acqua limpida sono frequenti.
La zona, oltre a una notevole varietà di piante come il faggio, il leccio, la roverella, ospita anche specie animali rischio di estinzione, come il lupo appenninico, l'aquila reale e la lontra. Nei pressi si trovano il monte Catria (1701 m), il monte Cucco (1566 m), il monte Motette (1331 m), il monte Le Gronde (1373 m), la forra di Rio Freddo e la Valle delle Prigioni.
Il fiume Sentino, con il suo corso lungo la valle omonima, attraversa il territorio del comune, ma numerosi altri sono i corsi d'acqua, tra i quali spiccano per importanza di portata il Rio Freddo (proveniente dal massiccio del Monte Cucco), il Fiume Artino e il Fosso della Gorga (che provengono dal gruppo del Monte Catria), il Fosso della Pezza (dal Monte Tino), il Fosso di Campitello o Bulgarello, e il fosso Sanbucara (provenienti dal Monte Motette) e il Fosso la Foce (dal monte Orneti).
Numerose in tutto il territorio montuoso circostante sono anche le sorgenti e le fonti di acqua fresca tra le quali fonte Fontanelle (783 m), fonte S. Giglio, fonte le Campora e fonte Peschi lungo le pendici del Monte Motette, fonte Lorno (877 m), fonte Bregna (830 m) lungo il Monte Foria e fonte Tino sulle spianate del Monte Forcello.
La montagna di Scheggia è il monte Calvario (949 slm) sul quale è situato il santuario di monte Calvario. Il suo nome deriva dal latino calles oviariae ossia "sentieri delle pecore", infatti il monte è la via d'accesso per i pascoli del monte Cucco.

### Clima
- Classificazione climatica: zona E, 2416 GR/G

Il clima a Scheggia è quello tipico di media montagna: gli inverni sono rigidi con temperature minime costantemente sotto zero anche oltre i -10°. Le estati sono fresche e ventilate, con temperature massime che raramente superano i 30 gradi. Le precipitazioni sono abbondanti tutto l'anno (1200–1400 mm), specie nei mesi autunnali e primaverili, mentre in quelli invernali sono frequenti le nevicate, con accumuli rilevanti a volte superiori al metro. In base alla media trentennale di riferimento (1961-1990) per l'Organizzazione Mondiale della Meteorologia, la temperatura media del mese più freddo, gennaio, è di 1,9 °C; quella del mese più caldo, luglio, è di 19,8 °C; mentre la media annua è di 10,9 °C

## Storia
Il paese di Scheggia sorge sulle sponde del torrente Sentino, alle pendici del Monte Calvario e Le Pianelle sulla strada Flaminia.
Nella Tabula Peutingeriana degli inizi del III secolo, la località, situata sull'antica via Flaminia a 134 miglia da Roma nel punto in cui la strada valicava gli Appennini, è segnata come ad Ensem. Vi si trovava probabilmente una stazione per il cambio dei cavalli (mutatio). Nei pressi sorgeva il santuario oracolare di Giove Appennino.
Dopo essere appartenuta, in età medievale, a Gubbio, passò ai Montefeltro per poi essere incorporata nello Stato Pontificio. Scheggia è ancora classificata provincia di Pesaro ed Urbino in data 1813 all'interno del catasto gregoriano.
Il comune, già denominato Scheggia, assunse nel 1878 l'attuale nome in seguito all'aggregazione, nello stesso anno, del comune di Pascelupo.
Il catasto gregoriano del 1813, conservato nell'archivio di stato di Roma, fornisce numerose informazioni riguardo alla struttura urbana del centro abitato, sulle destinazioni d'uso degli edifici e sull utilizzo del suolo. I terreni intorno al centro abitato erano destinati principalmente alla coltivazione della canapa e della vite.
La mappa del catasto gregoriano è stata redatta prima dell'espansione urbana del paese e prima dei piccoli ampliamenti del centro storico. Dalle piante è possibile notare la presenza di una seconda torre difensiva (situata sul lato opposto di quella ancora esistente, alla fine di via Masaccio angolo palazzo Scarinci).
Fino a tale data (1813) erano ancora presenti tre porte di accesso al centro storico.
La prima porta era situata sul lato sinistro dell'attuale torre comunale, l'altra alla fine dell'attuale via Roma (la via centrale del paese) e la terza, ancora esistente, alla destra della torre comunale.
A questa data (1813) l'attuale ingresso principale del paese (via Roma) era ancora chiuso ed occupato da un edificio di proprietà ecclesiastica, successivamente demolito per far fronte alle nuove esigenze urbane.

### Simboli
Lo stemma e il gonfalone sono stati concessi con DPR dell'8 novembre 1957.
Il gonfalone è un drappo partito di bianco e di azzurro.

## Monumenti e luoghi d'interesse
Tracce architettoniche medioevali sono evidenziabili da alcune costruzioni all'interno del centro storico di Scheggia: vie strette, logge, la chiesa di S. Antonio e dei SS. Filippo e Giacomo con la torre campanaria (un tempo torre difensiva), costituiscono la parte più antica del paese.
La struttura edilizia storica rivela, anche se molto debolmente, tratti del tipico insediamento medievale con edifici che si sviluppano in verticale con finestre ed aperture strette. Durante i lavori per le ristrutturazioni post-sisma sono emersi spesso tipici elementi architettonici come gli archi a sesto acuto di pietra calcarea.
Ancora intatto si trova "l'arco etrusco" così erroneamente e comunemente denominato, che rappresenta una delle antiche porte medievali di accesso dell'antico castello, nei pressi del quale si erge ancora maestosa la trecentesca torre, attuale sede comunale.
Il centro del paese (escludendo le adiacenti espansioni edilizie avvenute dal 1950 in poi) è costituito da un vero e proprio nucleo centrale, agglomerato e compatto (dentro le mura) e da una seconda zona esterna chiamata ancora oggi "Il Borgo" (fuori le mura) che si sviluppa lungo l'odierna via Sentino.
Le caratteristiche architettoniche degli edifici, sia pubblici che privati, sono estremamente semplici e rispecchiano l'immagine comune a molti altri paesi dell area Umbro-Marchigiana. Solo in pochi casi sono visibili elementi e decori caratterizzanti come per esempio cornici, portali, stemmi o fregi.
Nel territorio di Scheggia e Pascelupo, lungo l'antica via Flaminia, alle falde del massiccio del Monte Catria, sorgeva il tempio umbro-romano di Giove Appennino la cui esatta collocazione rimane ad oggi ancora incerta.

### Torre civica medievale
Furono ben tre Imperatori ed un Papa a sancire la sottomissione a Gubbio del castello di Scheggia: Federico I Barbarossa (1163), Enrico VI (1191), Ottone IV (1211) e papa Celestino III (1192). L’edificazione del nucleo storico dell’abitato di Scheggia, l'antico "Castrum Schiggie", controllato, dapprima, da un certo Albertino di Ugolino di Alberico, poi ceduto a Fonte Avellana ed infine entrato, stabilmente, nella sfera d'influenza di Gubbio, rimonta a circa l'anno Mille, ma il circuito murario esterno, in pietra arenaria locale, per la più gran parte perduto, costituito, in origine, da 6 torri e, probabilmente, 2 porte, deve ricondursi ad un intervento eugubino, attuato fra i secoli XIII e XIV. Nel XV secolo, infine, dovrebbe avere operato, a Scheggia, nel consolidamento delle mura e, forse, nell'erezione o nel potenziamento della torre civica, un architetto o capomastro di nome Luchino da Como. È noto, infatti, come, nel Medioevo, molti lombardi fossero chiamati a realizzare edifici, tanto militari quanto religiosi, in Umbria. Nel Rinascimento, durante l'epoca ducale feltresca e roveresca di Urbino, Scheggia divenne, con tutta la sua struttura fortificata, parte integrante del Ducato urbinate e non possiamo escludere che il grande architetto militare Francesco di Giorgio Martini da Siena, nel 1477 operante a Costacciaro nella realizzazione del rivellino e, forse, della dimora ducale, non vi abbia realizzato qualche intervento.
In una veduta pittorica antica di Scheggia, quella di Francesco Mingucci dell'anno 1626, attualmente custodita presso la Biblioteca apostolica vaticana di Roma, si vedono le mura, alcune torri e la principale porta d'accesso al castello.
La torre civica medievale di Scheggia, simbolo dell'intera comunità, è davvero bella ed imponente. Alta intorno ai 20 metri e terminata da un tetto a padiglione, retto da mensoloni sempre d'arenaria, era stata realizzata in pietra arenaria locale, a pianta quadrata ed è stata rafforzata, al piede, da una poderosa "scarpa", costituita da grandi blocchi lapidei squadrati, sempre arenacei. All'interno, essa è scandita da tre piani e vi trova la propria sede il Comune di Scheggia e Pascelupo. Sul lato nordoccidentale, si apre una finestra, chiusa da una grata che, da alcuni, si vuole essere stata usata per esporre i carcerati, condannati alla pubblica gogna.

### Ospedale dei Ss. Filippo e Giacomo
Su via Roma, il corso di Scheggia, s'affaccia l'unica abitazione, d'aspetto medioevale, che non sia stata troppo alterata, nei secoli, dalle superfetazioni edilizie successive. Essa, costruita in pietra arenaria locale, con inserti di calcare e mattone, si presenta, esternamente, come un corpo avanzato, costituito da un bel portico sorretto da tre archi. Sulla parete portante esterna, in fondo a destra, si nota un arco medievale, tendenzialmente a sesto acuto, in pietra calcarea, successivamente tamponato.
Sul lato corto, sempre a destra, si evidenzia un altro ingresso, interessante per un'antica porta di legno che lo chiude, porta incisa da molti e diversi segni, simboli e sigle. L'ipotesi d'antica destinazione d'uso di questo storico stabile è quella secondo la quale esso potesse aver assolto alla funzione d'ospedale per pellegrini, sotto il nome dei Santi Filippo e Giacomo, titolari dell'odierna chiesa parrocchiale di Scheggia.
Quest'ospedale, sicuramente molto antico, è attestato da documenti d'archivio sin dal 1317. Da tale struttura dovrebbe provenire un architrave, in arenaria, con l'iscrizione incisa della citazione evangelica Euntes autem ("Euntes autem praedicate dicentes quia adpropinquavit regnum caelorum", traducibile con "E strada facendo, predicate, dicendo che il regno dei cieli è vicino", Matteo, 10,7-15). La frase evangelica, continuando così "…guarite gli infermi… purificate i lebbrosi", ecc., fa pensare come essa potesse trovar significativa collocazione proprio all'interno dell'ospedale dei Santi Filippo e Giacomo. Al fianco di questa struttura abitativa, inoltre, sorge un profondo pozzo medioevale in pietra, che non poteva certo mancare all'interno, o nelle immediate vicinanze, d'un'antica sede ospedaliera.

### Porta medievale
La principale ed unica superstite delle porte d'ingresso al castello medioevale eugubino di Scheggia che, in origine, dovevano essere due, si presenta costituita da pietra arenaria locale, ad eccezione dell'arco esterno a sesto acuto del lato occidentale, costruito in blocchi sagomati di pietra calcarea. L'intero complesso architettonico, databile tra il XIII ed il XV secolo, è terminato, in alto, da una sorta di balconcino o piccolo portico, dal quale, probabilmente, le guardie del castello potevano osservare gli ingressi e le uscite delle persone, proseguendo i controlli, se necessario, lungo l'intero camminamento di ronda delle mura del castello. È tradizione che l'antica Flaminia, nel Medioevo, passasse sotto a quest'arco, tagliando diagonalmente il perimetro del castello di Scheggia e che, per attraversare il castello, occorresse pagare il pedaggio.

### Architetture religiose
- Chiesa dei Ss. Filippo e Giacomo (XVI secolo) - Scheggia
- Chiesa di S. Antonio da Padova (1665) - Scheggia
- Santuario di Monte Calvario (1698 circa) - Scheggia
- Chiesa della Madonna della Neve - Belvedere
- Chiesa della Madonna Assunta (Secolo XIII) - Campitello
- Chiesa di San Michele Arcangelo - Coldipeccio
- Chiesa di Sant'Antonio - Isola Fossara
- Chiesa della Madonna del Carmelo (Secolo XVI) - Monte Fiume
- Chiesa di San Bernardino - Pascelupo
- Chiesa della Madonna del Buon Consiglio (1661) - Ponte Calcara
- Chiesetta di Valdisarnia/Val di Sarnia, (rudere)- "Scheggia"
- Chiesa di San Paterniano (secolo IX-X)- "Scheggia" località omonima- (inaccessibile, sconsacrata, inagibile)

### Chiesa dei Ss. Filippo e Giacomo
La più antica "Chiesa Madre" di Scheggia era la pieve rurale e battesimale di San Paterniano. Essa, eretta intorno al Mille, andò, però, incontro ad un intenso deterioramento e la sua posizione defilata, rispetto al centro storico, consigliò, verso il Cinquecento, di costruirne una nuova nel cuore di Scheggia. Nel borgo, tra Duecento e Trecento, era già sorto un ospedale per i pellegrini, intitolato ai Santi Filippo e Giacomo che cominciarono, così, ad essere, anch'essi, venerati accanto al vescovo di Fano San Paterniano. L'attuale chiesa parrocchiale dei Santi Filippo e Giacomo fu, così, eretta, a spese degli uomini del “Castello di Scheggia”, a partire dall'anno 1535, al centro dell’abitato ed al fianco di una delle torri medievali che venne riconvertita, quindi, in torre campanaria. Danneggiata da numerosi eventi sismici, la chiesa cinquecentesca fu, in parte, demolita, quindi riedificata tra il 1785 ed il 1790 ed infine solennemente consacrata 1'8 settembre 1835, durante il governo del vescovo di Gubbio Vincenzo Massi. Ancora oggi, a Scheggia, l'8 settembre si celebra la solennità della Natività della Beata Vergine Maria, patrona del borgo, insieme a San Paterniano vescovo di Fano.
La facciata in laterizio intonacato della chiesa, compresa tra due belle paraste, a forma di finte colonne, come pure il portale d'accesso, sono caratterizzati da uno stile intermedio tra il rinascimentale ed il neoclassico, espressione dei due differenti momenti stilistici di costruzione dell'edificio. L’intonacatura, frutto dell’ultimo restauro, ha coperto la facciata, originariamente in pietra a vista, su cui era possibile intravedere le tracce d'un primitivo rosone, poi tamponato per l’apertura di due finestre. All'esterno, rivolta ad oriente, si ammira una grande e bella abside semicircolare in pietra arenaria locale e, alla base del campanile, una curiosa "bocca da fuoco", resto della primitiva torre di guardia medioevale. Ancora al piede del campanile, si osserva l'indicazione del massimo livello raggiunto dal torrente Sentino in piena alla mezzanotte del 4 novembre 1896. L’interno dell'edificio di culto è a navata unica con volta a botte, separata dal presbiterio attraverso un arco trionfale. Degni di nota sono: il fonte battesimale in pietra dell'XI secolo proveniente dall’antica chiesa di San Paterniano; il tabernacolo, di stile rinascimentale, collocato sopra l’altare maggiore tra il 1911 ed il 1912; due dipinti ad olio su tavola, raffiguranti i Santi Filippo e Giacomo, collocati ai lati del presbiterio, i quali vengono attribuiti all'eugubino Benedetto Nucci (1515 - 1596), pittore italiano del tardo Rinascimento. Pregevole è pure una statua lignea secentesca, rappresentante l'antico patrono San Paterniano, vescovo di Fano, ed una Madonna in pietra, proveniente dalla chiesa di Santa Maria del Fiume.

### Chiesa di S. Antonio da Padova
La piccola chiesa di Sant'Antonio da Padova di Scheggia, forse, in origine, una semplice edicola di culto privato, risente, senz'altro, nell'intitolazione, dell'influenza religiosa e della predicazione dei Francescani nel territorio scheggino (vi sono, poi, le chiese parrocchiali di Sant'Antonio da Padova di Isola Fossara e di San Bernardino da Siena di Pascelupo). Il tempietto di Sant'Antonio venne costruito in pietra arenaria locale; le finestre e la porta furono contornate da archi in mattoni. Sul tetto si trova un piccolo campanile a vela in pietra e mattoni. Fu realizzata nel 1665, come risulta da un'iscrizione, presente su un antico architrave sagomato da pietra arenaria di riuso, che venne murata sopra il portale d'ingresso all'edificio sacro.
Lo storico di Scheggia Don Pio Paolucci ci informa che fu edificata prima del 1691 raccogliendo le elemosine dei fedeli, i quali, oltre a comprare le suppellettili sacre si occuparono della loro manutenzione. Nel 1843 vedendo segni evidenti di danni nell'edificio, il signor Pietro Torcolini raccolse i fondi necessari per le ristrutturazioni. I membri delle confraternite di Scheggia offrirono la somma richiesta: cioè 107 scudi. Sopra l'altare, che è unico, si venera l'immagine della Beata Vergine Maria col Bambino, S. Giovanni Evangelista e S. Antonio di Padova. Questo quadro viene attribuito, almeno in parte, al pittore Francesco Allegrini.
Per la custodia di questo oratorio il vescovo Pecci, durante la S. Visita del 1843, elesse come Don rettore don Girolamo Bartoletti con l’obbligo che, ogni volta gli fosse possibile, nei giorni feriali celebrasse la S. Messa per i bambini e li istruisse nel catechismo. Inoltre il vescovo concesse l'uso dell'oratorio ai membri delle confraternite, perché vi si riunissero in tutte le feste religiose per cantare le lodi alla Beatissima Vergine.
I costi delle manutenzioni fu imposto alla Confraternita. Per alcuni lavori di riparazione furono realizzate delle collette pubbliche a cura della Signora Antonia Crociani, Scheggese. (Cfr. Paolucci, Pio, Scheggia, note critico-storiche, Empoli, La Toscografica, 1966, pp. 114–115).

### Eremi e abbazie

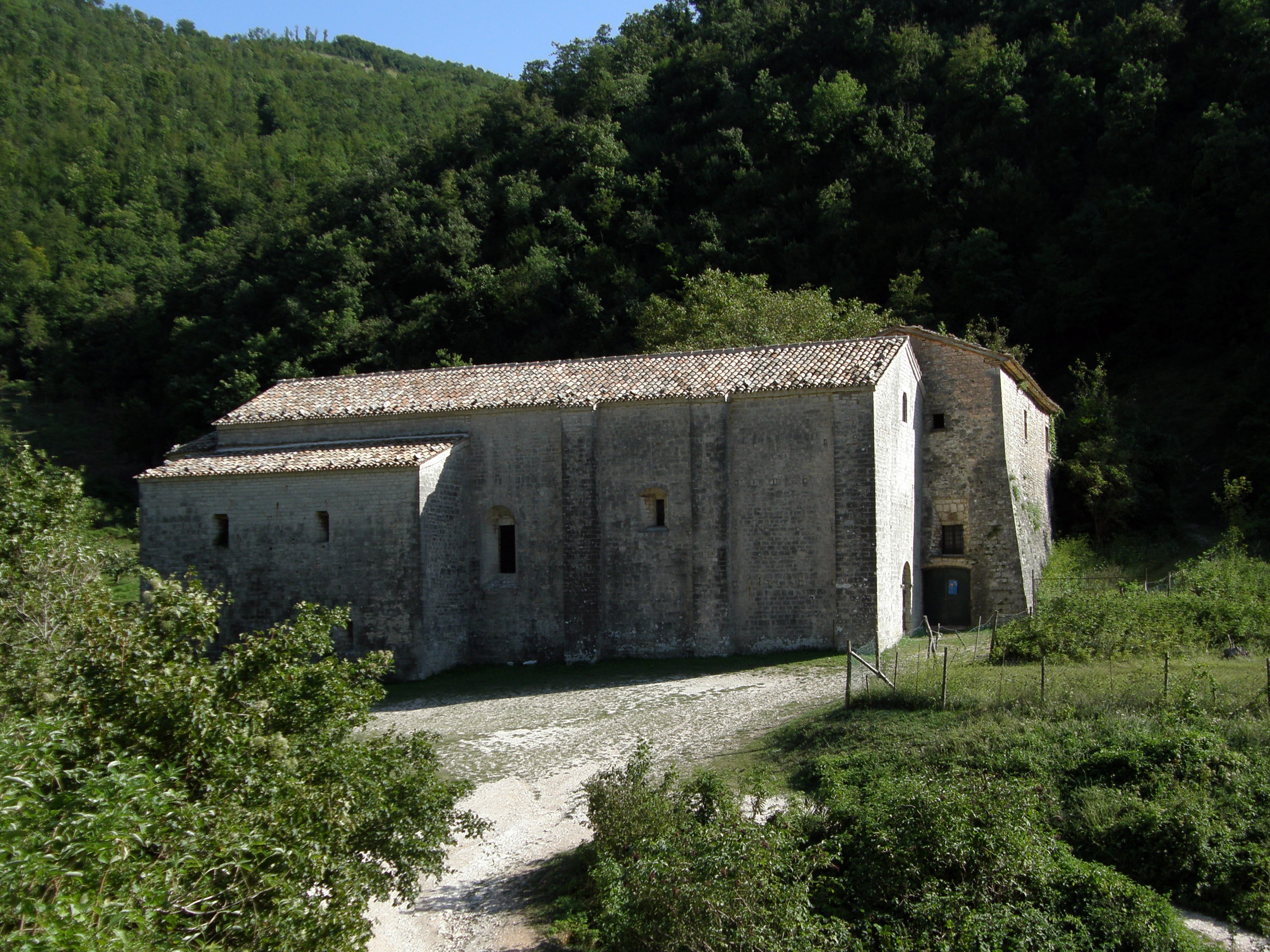
L'abbazia di Santa Maria di Sitria, fondata da San Romualdo nel 1014 alle falde del Monte Cucco

- Abbazia di Santa Maria di Sitria, fondata da san Romualdo nell'XI secolo nella Valle di Sitria ai piedi del Monte Nocria. L'abbazia, cioè la parte del complesso destinata alle attività di gestione, abitative sociali ed economiche, è quasi interamente scomparsa. Restano solo due ambienti sovrapposti destinati ad abitazione privata. La struttura era costruita, considerando quel poco che è rimasto, con pietra squadrata in una bilanciata composizione di motivi romanici e gotici. La chiesa è a una sola navata e con una cripta sottostante l'altare maggiore, in puro stile romanico, retta da una colonna con capitello tardo-antico.
- Abbazia di Sant'Emiliano in Congiuntoli, oggi usato come insieme di abitazioni rurali e in restauro dopo il terremoto del 1997. Probabilmente fondata dai monaci benedettini nel X secolo. Sorge nella congiunzione (da cui il nome "Congiuntoli") del torrente Rio Freddo e del Sentino. La chiesa è a due navate in stile romanico-gotico. Una analisi architettonica del complesso permette di identificare il campanile del complesso in facciata, simile ad una torre. I caratteri distributivi degli ambienti (ingresso principale, connessioni e aperture) risultano ad oggi particolarmente inusuali e disorganizzati. È da notare come lo stato attuale della chiesa richiami più ad una struttura incompleta o parzialmente demolita.
- Eremo di San Girolamo (Pascelupo): costruito intorno all'anno Mille alla base di una spettacolare parete rocciosa alta più di cento metri. La rigogliosa vegetazione e l'anfiteatro di roccia calcarea su cui sorge l'eremo rendono lo scenario unico nel suo genere. L'eremo di San Girolamo era negli anni ottanta del XX secolo pressoché scomparso e in condizione di rudere. La ricostruzione e il reinsediamento della comunità eremitica sono dovuti ad un benefattore privato eugubino che curò l'intero iter.

## Cultura
- Osservatorio Astronomico e Geofisico, situato presso la località "Trocchi del Tino /La Pezza".

### Tradizioni e folclore
| Paese         | Periodo                   | Manifestazione                                                                                  |
| Scheggia      | Settimana di Pasqua       | Processione del Cristo Risorto, Ascensione                                                      |
|               | Prima domenica di maggio  | Pellegrinaggio al Santuario della Madonna delle Grazie in Costa S. Savino                       |
|               | 19 maggio                 | Pellegrinaggio alla Basilica di S. Ubaldo                                                       |
|               |                           | Corpus Domini (Solenne processione e infiorata per le vie del paese)                            |
|               |                           |                                                                                                 |
|               |                           |                                                                                                 |
|               |                           |                                                                                                 |
|               |                           |                                                                                                 |
|               |                           |                                                                                                 |
|               | Ultima domenica d'agosto  | Festa dell'Anziano                                                                              |
|               |                           |                                                                                                 |
|               | 8 settembre               | Festa della Natività di Maria Vergine Festeggiamenti in onore della Madonna e Corsa delle Bighe |
| Belvedere     |                           |                                                                                                 |
|               | 5 agosto                  | Festa della Madonna della Neve                                                                  |
| Campitello    | Ultima domenica di maggio | Festa della Madonna (Ringraziamento del mese di maggio)                                         |
|               | 15 agosto                 | Festa della Madonna Assunta                                                                     |
| Coldipeccio   |                           |                                                                                                 |
|               | 29 settembre              | Festa di San Michele Arcangelo                                                                  |
| Isola Fossara | 13 giugno                 | Festa di Sant'Antonio                                                                           |
| Monte Fiume   | 16 Luglio                 | Festa della Madonna del Carmelo                                                                 |
| Pascelupo     | 20 maggio                 | Festa del patrono San Bernardino                                                                |
|               | Prima domenica di giugno  | Festa della Madonna (Ringraziamento del mese di maggio)                                         |
|               |                           | Corpus Domini                                                                                   |
|               | Prima domenica d'agosto   | Festa della Madonna della Misericordia                                                          |
| Ponte Calcara | Ultima domenica d'aprile  | Festa della Madonna del Buon Consiglio                                                          |

- Durante tutto il mese di agosto a Scheggia si svolgono manifestazioni e serate danzanti.

## Società

### Evoluzione demografica
Abitanti censiti

## Economia
Il comune, centro prevalentemente agricolo con allevamenti di bovini e di ovini che riforniscono i caseifici locali, vanta anche la presenza di alcune aziende industriali, l'imbottigliamento delle acque minerali che sgorgano dal monte Motette, la lavorazione e il commercio del legname.
Per quanto riguarda il turismo il Comune è meta di turisti nel periodo estivo e, grazie alla più importante struttura alberghiera del luogo (Hotel Ristorante La Pineta), meta di società sportive che vengono a fare ritiri di preparazione.
In località "Molino delle Ogne" sorge l'industria Motette Srl che produce ed imbottiglia le acque con il marchio "Motette", "Fonte Santa Chiara" ed "Altea" e "Clivia"
Un altro esempio industriale è lo stabilimento della multinazionale ILPEA Spa che si occupa della progettazione e realizzazione di componenti in materiali plastici, magnetici e di gomma.

## Amministrazione
| Periodo        | Periodo        | Primo cittadino  | Partito              | Carica  | Note  |
| -------------- | -------------- | ---------------- | -------------------- | ------- | ----- |
| 19 giugno 1985 | 23 maggio 1990 | Alvaro Cenci     | Indipendente         | Sindaco | [ 7 ] |
| 28 maggio 1990 | 14 giugno 1993 | Alvaro Cenci     | Indipendente         | Sindaco | [ 7 ] |
| 15 giugno 1993 | 23 aprile 1995 | Arcindo Cinti    | Democrazia Cristiana | Sindaco | [ 7 ] |
| 24 aprile 1995 | 13 giugno 1999 | Umberto Bellucci | Lista civica         | Sindaco | [ 7 ] |
| 14 giugno 1999 | 13 giugno 2004 | Umberto Bellucci | Lista civica         | Sindaco | [ 7 ] |
| 14 giugno 2004 | 7 giugno 2009  | Giovanni Nardi   | Lista civica         | Sindaco | [ 7 ] |
| 8 giugno 2009  | 25 maggio 2014 | Giovanni Nardi   | Lista civica         | Sindaco | [ 7 ] |
| 26 maggio 2014 | 26 maggio 2019 | Fabio Vergari    | Progetto comune      | Sindaco | [ 7 ] |
| 27 maggio 2019 | 9 giugno 2024  | Fabio Vergari    | Progetto comune      | Sindaco | [ 7 ] |
| 10 giugno 2024 | in carica      | Fabio Vergari    | Progetto comune      | Sindaco | [ 7 ] |

Scheggia e Pascelupo è gemellato dal 2006 con il comune friulano di Treppo Grande, in provincia di Udine.